# Zeta de Capricorn
Zeta de Capricorn (ζ Capricorni) és un estel a la constel·lació de Capricorn de magnitud aparent +3,77. Té el nom tradicional, encara que poc utilitzat, de Marakk, que prové de l'àrab «lloms» (de la cabra). S'hi troba a 398 anys llum de distància del sistema solar.
A la Xina rebia el nom de Yen, un dels antics estats feudals d'aquest país.
A Zeta de Capricorn se'l considera un exemple típic d'estel de bari, una classe d'estels rics no només en aquest element químic sinó també en altres elements pesants. En el cas de Zeta Capricorni, destaca la gran abundància de l'element praseodimi, procedent del procés S. En aquest tipus d'estels, l'abundància en aquests elements es deu a la «contaminació» per un altre estel —una nana blanca— que no sol ser visible.
De fet, Zeta de Capricorn és un estel binari, la component principal del qual (ζ Capricorni A) és una supergegant groga de tipus espectral G4, 490 vegades més lluminosa que el Sol i amb un diàmetre de 29 diàmetres solars. Té una temperatura superficial de 5.050 K i, amb una massa aproximada de 4 masses solars, la seva edat estimada és inferior a 200 milions d'anys. El seu espectre mostra que efectivament existeix una companya (ζ Capricorni B) que és invisible. Hom pensa que és una nana blanca amb un període orbital de 6,5 anys separada una distància de 6 ua respecte a l'estel principal. És la responsable dels alts continguts en elements pesants de Zeta de Capricorn A. Una segona companya de magnitud 12, visualment a 22 segons d'arc, no està físicament relacionada amb Zeta Capricorni; curiosament és també una nana blanca de tipus DA.